# Apteronotus apurensis
Apteronotus apurensis är en fiskart som beskrevs av Fernández-yépez, 1968. Apteronotus apurensis ingår i släktet Apteronotus och familjen Apteronotidae. IUCN kategoriserar arten globalt som otillräckligt studerad. Inga underarter finns listade i Catalogue of Life.